# Massif d'Adi
Le massif d'Adi (en basque : Adiko mendilerroa) est un massif situé sur les contreforts occidentaux des Pyrénées dans la communauté forale de Navarre en Espagne.
Son plus haut sommet est l'Adi s'élevant à 1 457 mètres d'altitude.

## Géographie

### Topographie
Liste des sommets :
1. Adi[1], 1 457 m 43° 01′ 10″ nord, 1° 26′ 43″ ouest
2. Pilotasoro, 1 317 m[2] 43° 00′ 21″ nord, 1° 26′ 04″ ouest
3. Iturrunburu, 1 312 m[3] 43° 01′ 36″ nord, 1° 25′ 39″ ouest
4. Zotalar, 1 262 m[4] 43° 00′ 09″ nord, 1° 28′ 49″ ouest
5. Egietako Gain, 1 235 m[5] 42° 59′ 20″ nord, 1° 26′ 10″ ouest
6. Ollarmendi, 1 209 m[6] 43° 00′ 17″ nord, 1° 29′ 19″ ouest
7. Iramendi, 1 203 m[7] 42° 58′ 59″ nord, 1° 29′ 03″ ouest
8. Lepotipi, 1 182 m[8] 43° 00′ 43″ nord, 1° 27′ 37″ ouest
9. Lizartxipi, 1 118 m[9] 43° 00′ 26″ nord, 1° 28′ 08″ ouest
10. Bagoandieta, 1 110 m[10] 42° 58′ 37″ nord, 1° 26′ 07″ ouest
11. Astobia, 1 106 m[11] 42° 58′ 49″ nord, 1° 26′ 37″ ouest
12. Egurtzako Soroa, 1 102 m[12] 43° 02′ 00″ nord, 1° 25′ 56″ ouest
13. Mearondo, 1 086 m[13] 42° 58′ 47″ nord, 1° 25′ 51″ ouest
14. Izterbegi ou Isterbegi, 1 027 m[14] 43° 02′ 47″ nord, 1° 26′ 29″ ouest
15. Azegia, 1 013 m[15] 42° 58′ 02″ nord, 1° 30′ 10″ ouest
16. Karrobide, 898 m[16] 42° 57′ 01″ nord, 1° 28′ 01″ ouest
17. Patarramunho, 878 m[17] 43° 03′ 00″ nord, 1° 25′ 44″ ouest
18. Izaurgi, 870 m[18] 42° 58′ 07″ nord, 1° 28′ 06″ ouest
19. Fuerte, El, 864 m[19] 42° 57′ 25″ nord, 1° 27′ 12″ ouest
20. Ezkandi, 831 m[20] 42° 57′ 09″ nord, 1° 29′ 54″ ouest
21. Udaiu, 605 m[21] 42° 57′ 15″ nord, 1° 30′ 35″ ouest